# Distrikt Jivia
Der Distrikt Jivia liegt in der Provinz Lauricocha in der Region Huánuco in Westzentral-Peru. Der Distrikt wurde am 6. September 1920 gegründet. Er besitzt eine Fläche von 62,1 km². Beim Zensus 2017 wurden 1062 Einwohner gezählt. Im Jahr 1993 lag die Einwohnerzahl bei 2027, im Jahr 2007 bei 2488. Sitz der Distriktverwaltung ist die 3351 m hoch gelegene Ortschaft Jivia mit 356 Einwohnern (Stand 2017). Jivia befindet sich 8 km nordwestlich der Provinzhauptstadt Jesús.

## Geographische Lage
Der Distrikt Jivia befindet sich in den Anden im Norden der Provinz Lauricocha. Der Distrikt wird im Nordwesten von den Flüssen Río Nupe und Río Lauricocha begrenzt. Letzterer durchquert zuvor den östlichen Teil des Distrikts in nördlicher Richtung. Beide Flüsse sind Quellflüsse des Río Marañón.
Der Distrikt Jivia grenzt im Süden an den Distrikt Jesús, im Westen an die Distrikte Baños und Rondos, im Norden an den Distrikt San Francisco de Asís sowie im Osten an den Distrikt Margos (Provinz Huánuco).

## Ortschaften
Im Distrikt gibt es neben dem Hauptort folgende größere Ortschaften:
- Huampon
- Lagopampa
- Porvenir de San Cristóbal
- Quillapampa
- Shuquil